# Shroomeez
Shroomeez est un EP du groupe Infected Mushroom. Il est sorti le 24 mai 2021 sur le label canadien Monstercat,.

## Titres
| 1.    | You Wanna Stay | 6:31 |
| 2.    | Leftovers      | 5:39 |
| 3.    | Back At It     | 5:40 |
| 4.    | Ma Osim        | 5:28 |
| 23:15 |                |      |